# Kleopatra IV
Kleopatra IV (ur. 138 p.n.e., zm. 112 p.n.e.) – królowa Egiptu i Syrii z dynastii Ptolemeuszy. Średnia córka Ptolemeusza VIII i Kleopatry III i siostra Ptolemeusza IX Sotera II, Ptolemeusza X Aleksandra I, Kleopatry Tryfajny I i Kleopatry Selene I. Była żoną swojego brata Ptolemeusza IX (króla Egiptu) i Antiocha IX (król Syrii), z tego małżeństwa pochodził jej jedyny syn Antioch X Eusebes, również król Syrii.
Kleopatra IV poślubiła swojego brata Ptolemeusza IX, kiedy ten jeszcze był księciem (w roku 119 p.n.e.). Z tego związku mogło pochodzić dwóch synów: Ptolemeusz XII, (późniejszy król Egiptu i ojciec słynnej Kleopatry) oraz Ptolemeusz Cypryjski, ostatni władca Cypru z dynastii Ptolemeuszów. Obecnie jednak uważa się, że ich matką była Kleopatra Selene I, młodsza siostra Kleopatry IV.
W roku 115 p.n.e. Kleopatra III zmusiła Kleopatrę IV i Ptolemeusza IX do rozwodu, wkrótce też zastąpiła ją jej siostrą, Kleopatrą Selene I. Ta pierwsza pozostała na Cyprze, którym wcześniej władała z mężem.
Kleopatra IV wyruszyła z Cypru do Syrii, gdzie poślubiła Antiocha IX Kyzykeńczyka, któremu w posagu wniosła armię i ogromny skarb. Brat męża Kleopatry Antioch VIII Grypos walczył z nim i utraciwszy władzę wycofał się ze swoją armią do Ptolemais. Antioch VIII był mężem starszej siostry Kleopatry IV, Kleopatry Tryfajny I. Kiedy Grypos odzyskał władzę nad krajem, jego żona Tryfajna oskarżyła siostrę o zebranie armii, wplątanie się w sprawy jej królestwa i małżeństwo niezgodne z wolą ich matki, Kleopatry III. Antioch VIII podobno prosił żonę o oszczędzenie siostry, wspominając o prawie azylu i szacunku wobec bogów, którym winni są zwycięstwo. Jednak Tryfajna odmówiła i rozkazała żołnierzom swojego męża zabić swoją siostrę. Ci wdarli się do świątyni i zabili Kleopatrę IV obcinając jej ręce i zostawiając by się wykrwawiła. Umierająca królowa wezwała bogów, by ci pomścili jej śmierć. W niecały rok później (111 p.n.e.) Tryfajna została pojmana przez zwycięską armię Antiocha IX Kyzykeńczyka, który pokonał swojego brata podczas kolejnej bitwy. Antioch IX rozkazał zabić ją w dokładnie ten sam sposób, jak została zabita jego żona i konsekrować na nowo świątynię.